# Polymerus balli
Polymerus balli är en insektsart som beskrevs av Knight 1925. Polymerus balli ingår i släktet Polymerus och familjen ängsskinnbaggar. Inga underarter finns listade i Catalogue of Life.